# Islas Shortland
Las islas Shortland son un archipiélago que integran parte de la provincia Occidental de Islas Salomón. Nombradas por John Shortland, yacen en el extremo nordoccidental del territorio nacional, cerca de la isla Bougainville, Papúa Nueva Guinea. La isla mayor es la isla Shortland, que da nombre al archipiélago. Otras islas son Ovau, Pirumeri, Magusaiai, Fauro y Ballale (que fue ocupada por las fuerzas imperiales japonesas en la Segunda Guerra Mundial y en la que aún hay muchos aviones abandonados de la época).
Alemania reclamó el archipiélago hasta 1900.
- Datos: Q1200493
- Multimedia: Shortland Island / Q1200493